# 신 (소부)
신(神, ? ~ ?)은 전한 초기의 관료이다. ‘신’은 이름자로, 성씨는 알 수 없다.

## 행적
경제 중5년(기원전 145년), 소부에 임명되었다.

## 출전
- 반고, 《한서》 권19하 백관공경표(百官公卿表) 下

| 전임 양성연? 조중황? | 전한의 소부 기원전 145년 ~ 기원전 126년? | 후임 조중황? 맹분? |